# Leussow
Leussow és un municipi a l'estat alemany de Mecklemburg-Pomerània Occidental. A la fi del 2013 comptava amb 254 inhabitants.
És regat pels rius Rögnitz i Durchfahrtsbeeke i es troba a la regió dita Griese Gegend. El primer esment escrit Lysu data del 1291, una paraula eslaua que significa «lloc escarit» en al·lusió a la terra poc fèrtil. La nova església neogòtica va ser inaugurada el 1874, el temple anterior, anterior al segle xv va ser enderrocat el 1875.

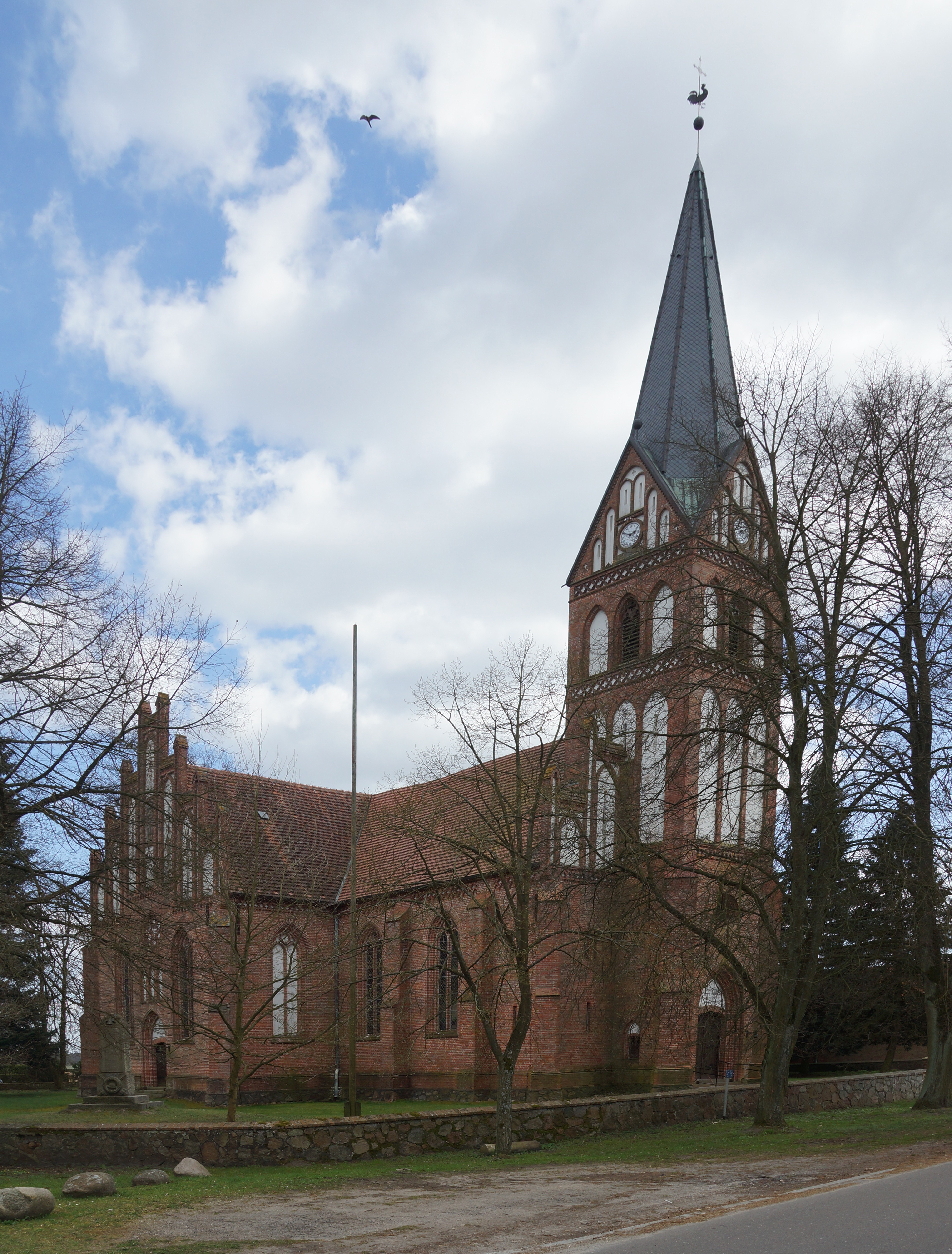
Església neogòtica del 1874
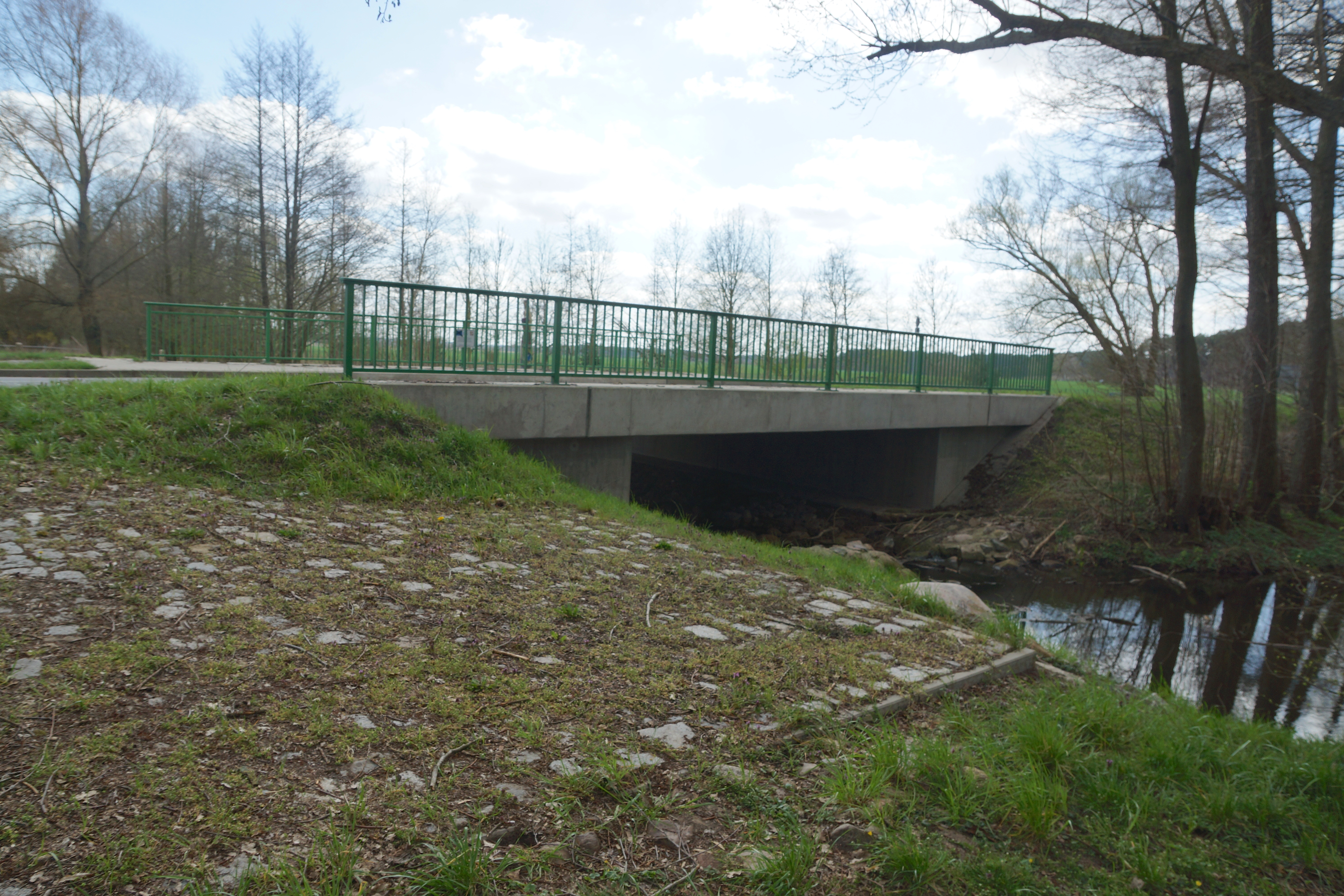
Pont al Durchfahrtsbeeke